# El novio de la muerte
El novio de la muerte (pol. Oblubieniec śmierci) – pieśń z 1921 roku wykonywana podczas uroczystości przez Hiszpańską Legię Cudzoziemską.

## Historia
Autorem tekstu pieśni był Fidel Prado Duque, muzykę skomponował Juan Costa Casals. Pierwszą wykonawczynią kupletu była hiszpańska artystka estradowa Lola Montes. Zaśpiewała ją na deskach Teatro Vital w Maladze 20 lipca 1921 roku. W tym samym miesiącu artystka wykonywała pieśń w teatrze Kursaal de Melilla. Ze względu na żołnierską wymowę pieśni, przyjęli ją i wykonują przy szczególnych uroczystościach legioniści z Hiszpańskiej Legii Cudzoziemskiej. El novio de la muerte śpiewana jest m.in. podczas ceremonii ulicznych Wielkiego Tygodnia w Maladze, gdy legioniści przenoszą figurę swojego patrona – Chrystusa Dobrej Śmierci (hiszp. Cristo de la Buena Muerte).

## Geneza tekstu
Tekst pieśni nawiązuje do prawdziwego wydarzenia, które miało miejsce 7 stycznia 1921 roku w Beni Hassán w Maroku, podczas wojny o Rif. W wyniku odniesionych ran zmarł kapral legionista Baltasar Queija de la Vega. W jego kieszeni miano znaleźć tekst, który napisał, poruszony niedawną śmiercią swojej ukochanej. Jakiś czas przed śmiercią żołnierz mówił swoim towarzyszom o pragnieniu dołączenia do niej w momencie spodziewanej śmierci. Fakt został przytoczony przez założyciela hiszpańskiego legionu Millana Astraya w książce La Legión... Al Tercio. Jego prawdziwość jest jednak podważana.